# Quercus pyrenaica
Quercus pyrenaica, llamado generalmente en España roble marojo o melojo (término que viene del latín «malum folium»: 'mala hoja'), roble negro y rebollo. En Galicia cerquiño o cerqueiro; en Asturias corcu o corcoxu; en Cantabria tocio o tozo, y en el País Vasco ametz.
Es un árbol que pertenece al género de los robles y encinas, más rústico que sus especies hermanas de parecidas hojas como el Quercus robur o el Quercus petraea. Se extiende por casi toda la península ibérica excepto la franja Este, donde falta o escasea. Se encuentra protegido por la ley en Andalucía. Se ha explotado mucho por su madera para leña y para elaborar carbón vegetal, en la industria naval y en la construcción. Y como en muchas especies del género, la corteza y las agallas sirven para curtir pieles por ser ricas en taninos.

## Características
De morfología anchamente columnar, en buenas condiciones supera los 30 metros. Su desarrollo es lento, aguanta bien la sequía, soporta las heladas y es poco longevo. En suelos pobres se encuentra con frecuencia en estado de arbolillo. Brota abundantemente de raíz, por lo que a veces se forman extensas zonas de matas o arbustos —rebollos—, o se rodean los ejemplares de mayor tamaño de abundantes retoños, también cuando esto es provocado por el hombre, que lo poda periódicamente para obtener leña, uno de sus principales usos. Como todas las especies del género, se hibrida fácilmente con otros robles e incluso con quejigos, encinas y alcornoques, dando como resultado individuos con todo tipo de caracteres intermedios.
El tronco, derecho o tortuoso, suele tener una forma muy irregular, ramificándose desde la base, aunque después pierde las ramas más bajas. La corteza es lisa y de color verde grisáceo hasta los dos o tres años. Luego cambia a un gris más oscuro y a partir de los veinticinco años se vuelve gruesa, empieza a resquebrajarse longitudinalmente y toma una coloración pardo-grisácea. El sistema radical está formado por una potente raíz principal de la que crecen numerosas raíces laterales próximas a la superficie del suelo. Estos estolones —aún sin haber sido castigados por el hacha— producen brotes aéreos de desarrollo desigual. Si el tronco principal es talado, estos rebrotes se desarrollan abundantemente cubriendo amplias superficies que hacen que resulte dificultoso el tránsito por el terreno.

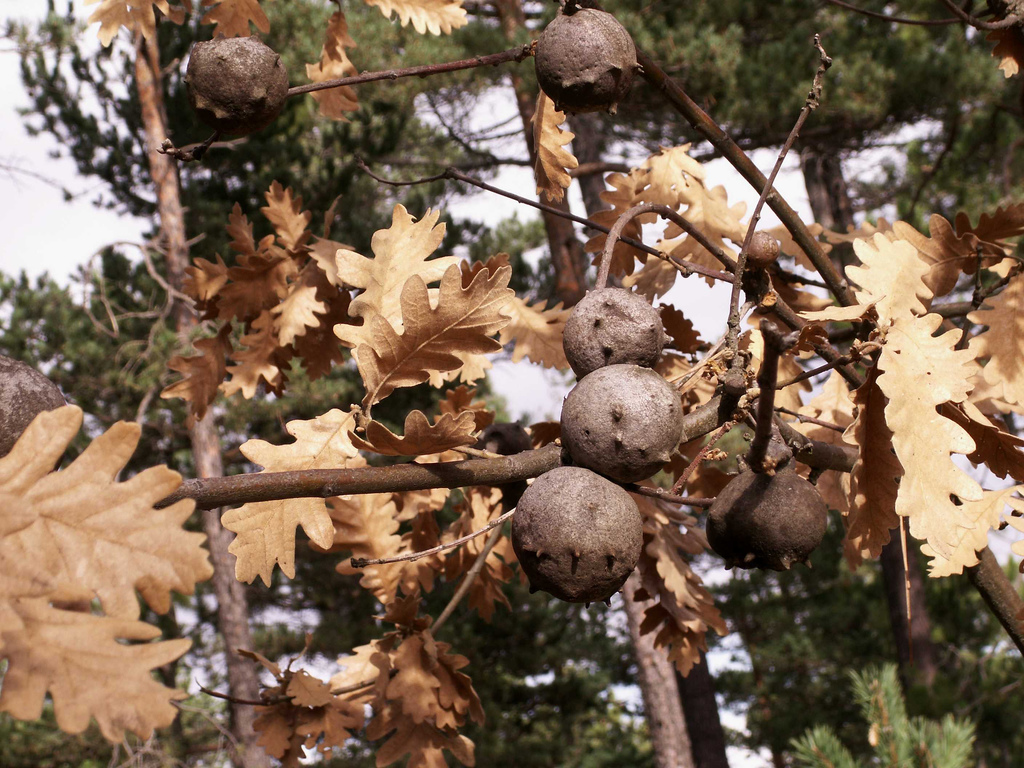
Agallas (o gallaricas) y hojas secas

 Su copa lobulada o subesférica, tortuosa y aclarada, tiene hojas con un corto peciolo —hasta 25 mm— y un limbo pinnatífido o pinnatipartido hendido por 4-8 pares de lóbulos laterales profundos, estrechos e irregulares, que llegan muy cerca del nervio medio. Miden de 7 a 16 cm de longitud, son casi acorazonadas en la base y al nacer tienen un atractivo color carmesí. Están cubiertas por ambas caras de abundantes pelos estrellados que en el haz, más verde, tienden a perderse, dándole un color ceniciento al envés. En ocasiones se confunde el melojo con el roble pubescente debido a que las hojas de este último pueden ser algo pelosas por el haz cuando son adultas, pero son menos profundamente lobuladas que las del Quercus pyrenaica que a veces se cultiva como árbol ornamental. Las hojas marcescentes permanecen en el árbol una vez muertas hasta la aparición de las nuevas en primavera, dando un aspecto característico a los melojares en invierno.

Las flores masculinas y femeninas nacen sobre el mismo pie, en abril, mayo o primeros de junio, siendo las masculinas amarillentas y menudas, con envuelta dividida en 5-8 lacinias pelosas, número variable de estambres y agrupadas en amentos colgantes, y las femeninas solitarias o en grupos de tres o cuatro, en las axilas de las ramillas del último año.

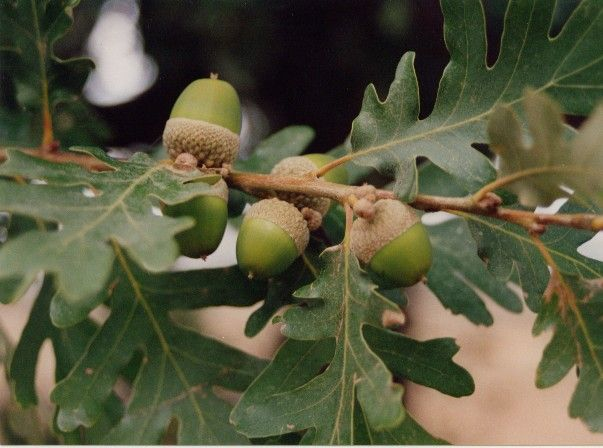
Bellotas de melojo

 Sus frutos, igual que en el resto de especies del género, son unas bellotas, en este caso gruesas, de pedúnculo corto y rechoncho, de hasta 3-4 cm de longitud, con 1/3-1/2 cubierto por una cúpula hemisférica con forma de dedal, vellosa, con numerosas escamas lacias. Nacen solas o agrupadas por dos o tres y maduran en octubre o noviembre. La pulpa es de sabor amargo, aunque útil para dar de comer al ganado en la montanera. No hay que confundir el fruto —bellota— con unas excrecencias o protuberancias esféricas denominadas cecidias o agallas, muy frecuentes en ejemplares adultos. Estos tumores son producidos como defensa del árbol hacia las larvas depositadas por avispas en sus tallos. La agalla desarrolla unos tejidos vegetales en capas, que dan alimento y protección a las larvas convirtiéndose en perfectas guarderías hasta que emergen por una serie de orificios que, eventualmente, son utilizados a su vez por otros insectos para entrar en el habitáculo. Estas agallas se han utilizado para prender fuego, como tinte y como astringente.
El paisaje que conforman los melojares es más lóbrego que el de los otros robles. En ellos se pueden encontrar insectos, reptiles, roedores, salamandras, ciervos volantes y otros animales.

El melojo ha sufrido más que ningún otro representante de su género la epidemia de oídio, que lo diezmó a principios del siglo XX. Las continuas cortas favorecieron la propagación del hongo y la degeneración y debilitamiento de la especie. En algunas zonas se encuentran individuos maltrechos o aislados; en otras resisten en grupos de ejemplares retorcidos, o se recuperan entre otras especies, acompañando a hayas o robles, pero desafortunadamente, también muchas laderas antes pobladas, y ahora roturadas o deforestadas, sufren una erosión irreversible; por eso hay que subrayar el importante papel que juega el melojo fijando con sus raíces extendidas los terrenos más sueltos y bombeando nutrientes y bases del subsuelo para dejarlos en superficie.

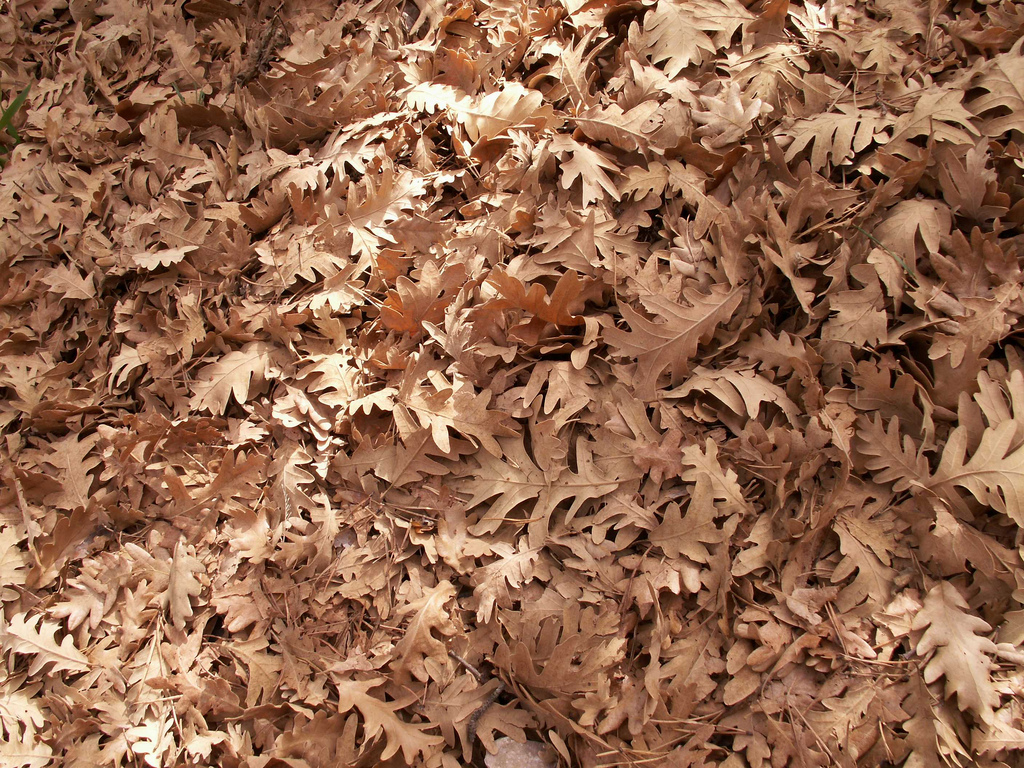
Hojas secas

La marcescencia o retraso de la caída de las hojas es un fenómeno que no se conoce completamente, aunque está claro que es una variante de la caducifolia en la que la separación de las hojas no se produce hasta el empuje de las yemas foliares en la siguiente estación. Con el acortamiento otoñal del fotoperiodo las plantas reabsorben los nutrientes y el agua de las hojas. Cierran los vasos conductores y dejan unidos los peciolos a las ramas de forma mecánica. Si el viento no lo impide, esta ligera sujeción es suficiente para que el árbol conserve las hojas secas hasta la llegada de la primavera.
El comportamiento de los individuos de la misma especie no es enteramente idéntico. Los rebrotes de cepa, individuos jóvenes, o ramas inferiores de los troncos adultos, conservan mayor número de hojas marchitas que las ramas elevadas, que frecuentemente pierden su cubierta. En cualquier caso, la relación entre la marcescencia y el temperamento intermedio del melojo, a caballo entre el mundo mediterráneo —perennifolio— y el atlántico —caducifolio— constituye un misterio. No está claro que conservar las hojas pueda suministrar ventajas, aunque quizás suponga mayor grado de protección para las yemas foliares.

## Distribución y ecología

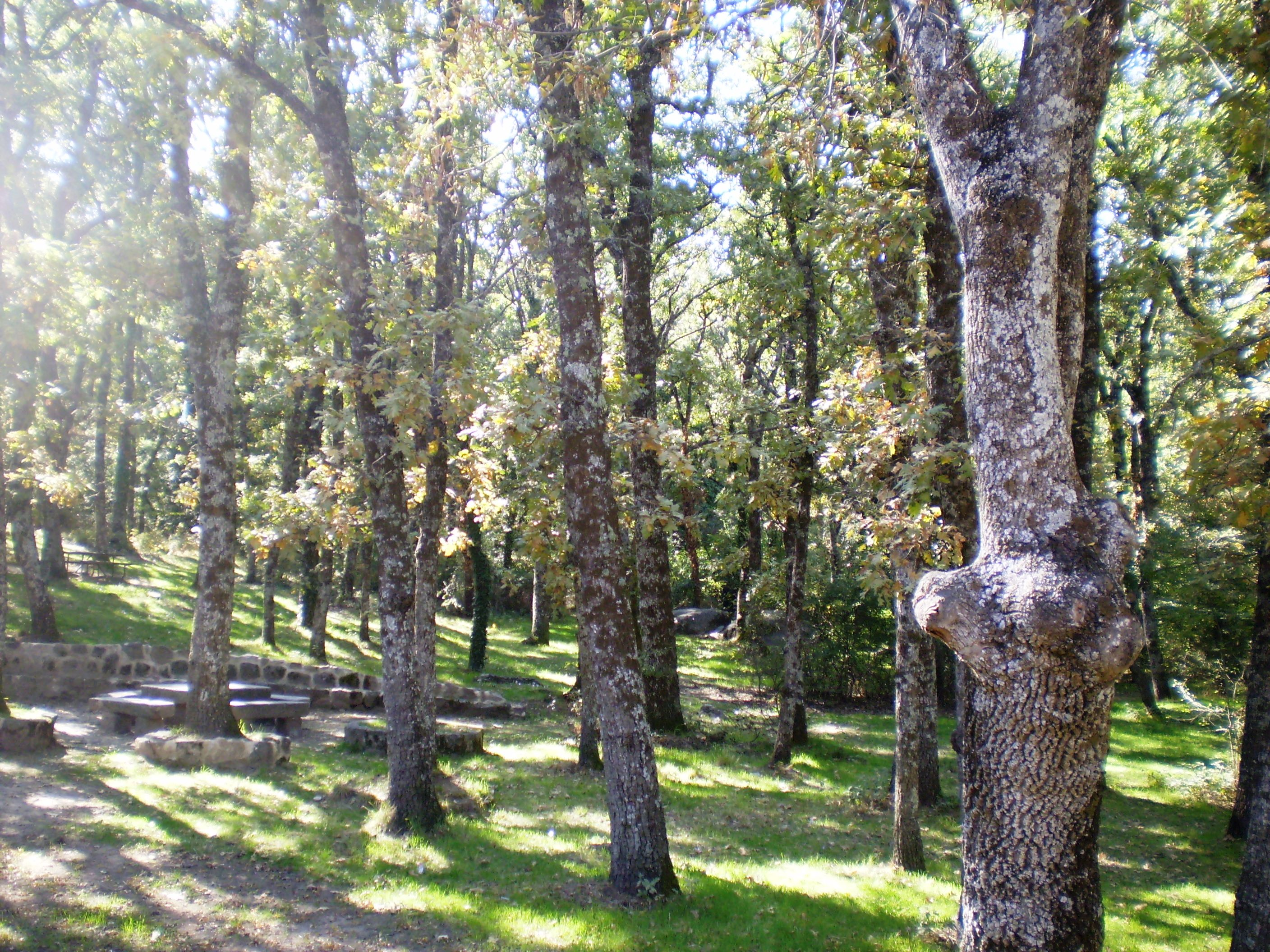
Melojar en verano.

Especie de exposición soleada o de media luz y temperamento robusto, silicícola y basífugo, se instala sobre terrenos de variada naturaleza —cuarcitas, areniscas, pizarras, micacitas, gneises, granitos y arenas más o menos arcillosas; raro en calizas descalcificadas o dolomíticas—. Vive en el contorno del mediterráneo occidental. Por el norte llega a las zonas occidentales de Francia —desde el nivel del mar hasta los 500 metros—, mientras que hacia el sur solo existe en el noroeste de África, norte de Marruecos, alcanzando su frontera meridional en el macizo del Rif.

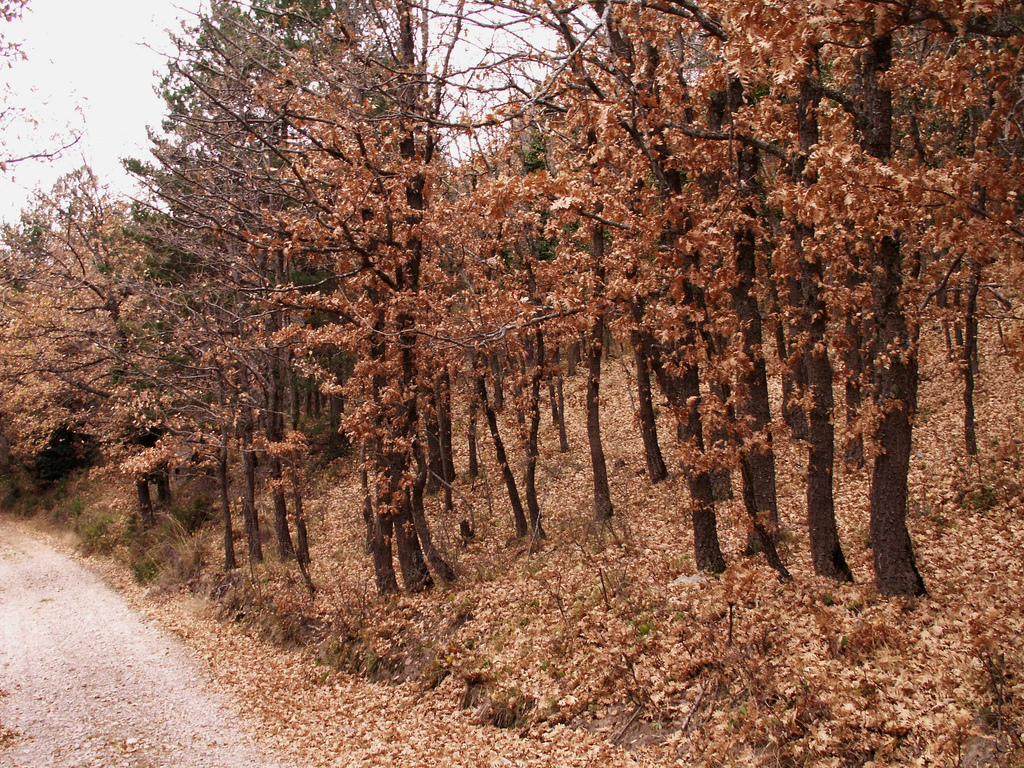
Melojar en otoño.

En la península ibérica es más o menos frecuente en todas las regiones interiores, especialmente en las montañas del centro y cuadrante noroccidental, principalmente en las faldas de las montañas silíceas, entre los 400 y los 1600 metros de altitud y algo más en Andalucía, —2000 metros en Sierra Nevada—. Indicador de la provincia Carpetano-Ibérico-Leonesa, Bolòs la denomina territorio Carpetano-atlántico. Según este botánico, las poblaciones de melojo en los montes de Toledo, Guadalupe-Villuercas y sierra de San Mamed son islas eurosiberianas en la Iberia meridional. Aguanta mejor un clima más continental y con inviernos más fríos que los otros robles. En la mayor parte de su zona de distribución se dan precipitaciones que van desde los 650 a los 1200 mm anuales. Su periodo vegetativo coincide con la falta de lluvias en verano.

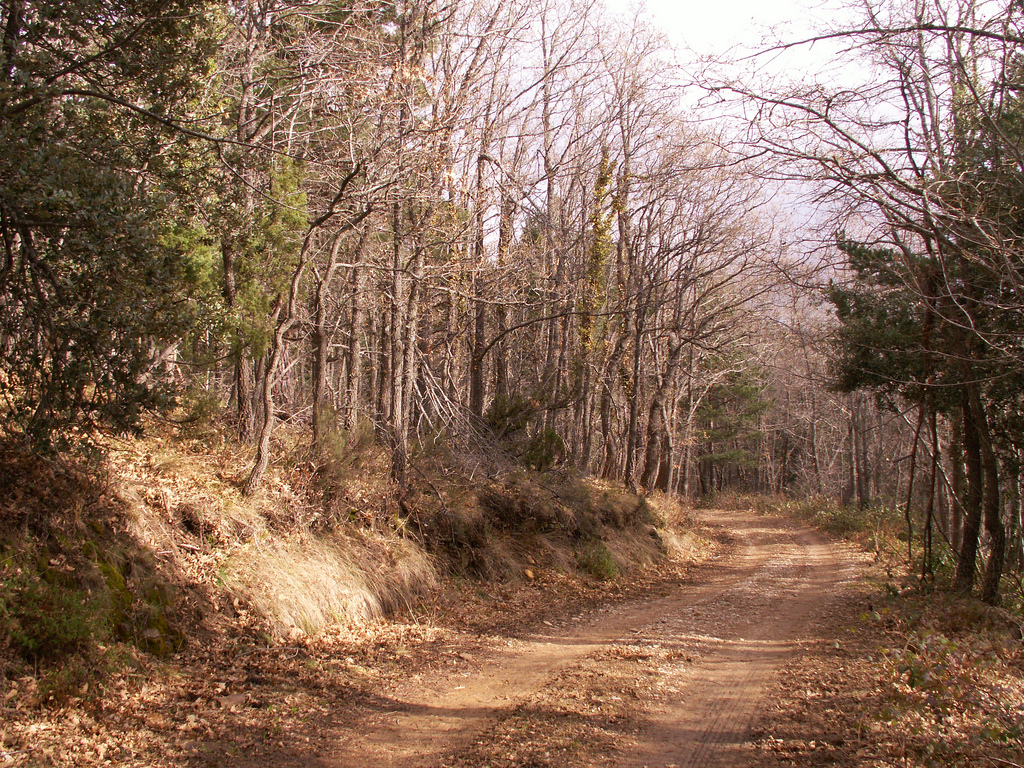
Melojar en invierno.

Falta en Baleares y en el sureste es muy escaso por ser los terrenos calizos y el clima seco, aunque se extiende hasta las provincias de Cádiz, Málaga y Granada en el sur, y alcanza la sierra de Prades en Tarragona, por el este.
Empiezan los melojares en altura donde acaban los encinares y alcornocales, y suelen entrar en contacto con los pinares, por lo que se han destruido algunos para favorecer a los pinos.
Hay que resaltar la presencia, aunque pueda parecer extraña, de pies aislados o rodalillos cercanos a las costas cantábrica y gallega, donde el melojo se mezcla con el carballo formando bosques mixtos a lo largo de la costa francesa, llegando hasta Bretaña, aunque en áreas peninsulares atlánticas se muestran mucho más competitivos el carballo y el roble albar.
Quercus pyrenaica es un excelente creador de suelos, conocidos como «tierras de melojar», que en la nomenclatura edafológica se consideran cambisoles húmicos y pertenecen a la familia de las tierras pardas.
En Álava se extiende por el parque natural de Izki, en la provincia de Vizcaya por el Punta Lucero, y en la de Guipúzcoa se encuentra en los montes Jaizkibel, Igueldo, Andatza e Itziar.
En Cantabria son comunes los rebollares en la vertiente norte de la cordillera Cantábrica, entre los 700 y los 1400 metros de altitud, sobre todo en las zonas más secas de los valles donde hayedos y robledales no crecen debido a su mayor dependencia hídrica, en las laderas de Peña Sagra, (Valderrodíes, Aniezo y Bárago), constituyéndose en la especie dominante en los valles del sur (Valdeolea, Valdeprado del Río y Valderredible). También hay melojos en Liencres y cabo Guintres.
Se encuentran representaciones de melojo en Asturias en cabo de Peñas, Cudillero y proximidades del faro de San Emeterio. También hay varios rebollares en la vertiente sureste de la sierra del Sueve.
En León abunda en la cordillera Cantábrica y en el Páramo siendo la provincia con mayor número de pies en todo el territorio nacional. En Palencia en la Cordillera Cantábrica extendiéndose en menor medida en la comarca de Páramos y Valles. En Zamora en La Sanabria, La Carballeda y Aliste. En Salamanca en la penillanura del noroeste (comarcas de Vitigudino y Ledesma), en la Peña de Francia, en las sierras de Gata y Béjar. En Ávila en la sierra de Gredos (Candeleda, Arenas de San Pedro), y en las sierras de Villafranca y en La Serrota en los cursos altos de los ríos Corneja y Adaja. En Segovia en zonas aledañas a Riaza y Sepúlveda. En Burgos por las sierras de Oca, la Demanda y el Valle del Rudrón. En Soria en Vinuesa y en el Moncayo (también en su vertiente aragonesa).
En la provincia de Cáceres, habita en los valles del Tiétar, La Vera, Alagón y Jerte y en las laderas de Villuercas (Pozo de la Nieve), incluso en la sierra de Guadalupe, en Las Hurdes y sierra de Gata, también en la sierra de Montánchez. En Badajoz en la sierra de Tentudía.
En la provincia de Madrid se distribuye por el oeste, noroeste (parque regional de la Cuenca Alta del Manzanares) y norte (Bustarviejo) formando bosques en las laderas bajas de las sierras de Guadarrama y Ayllón, entre los 800 y 1500 metros de altitud aproximadamente.
En  Castellón en Peñagolosa.
En Castilla-La Mancha:
- Provincia de Guadalajara: Lo encontramos en Navalpotro, La Fuensaviñán, Laranueva y en los pueblos negros (Cantalojas, Campillo de Ranas) de las sierras de Ayllón y Ocejón.
- Provincia de Toledo: En la Sierra de San Vicente (Navamorcuende, Hinojosa de San Vicente, El Real de San Vicente), acompañado de abundantísimos castaños, así como en los Montes de Toledo ( Rocigalgo, sierra de la Majana).
- Provincia de Ciudad Real: En el corazón del Parque nacional de Cabañeros, especialmente en Navas de Estena (ZEPA) pero también en otros enclaves de los Montes de Toledo, Los Montes de Ciudad Real, Valle de Alcudia y Sierra Madrona.
- Provincia de Cuenca: En la Sierra de Mira.
- Provincia de Albacete: En el Calar del río Mundo.

En Andalucía en Sierra Morena y en Sierra Nevada. Los bosques de melojos más meridionales en la península ibérica se sitúan en el parque natural de los Alcornocales en la provincia de Cádiz, en la sierra del Aljibe y en la sierra de Ojén.
Son numerosos los pueblos y localidades cuyo nombre hace referencia al rebollo, como por ejemplo Rebollar, Narrillos del Rebollar, Rebolledo de Traspeña, Rebollosa de Jadraque, Torrecilla del Rebollar, Villanueva del Rebollar de la Sierra y Villanueva del Rebollar.

## Usos
En buenas estaciones, las características dendrométricas de este roble son similares a las de los robles genuinos (como sucede por ejemplo en las sierras del sur de Salamanca), pero es frecuente que por la falta de tratamientos adecuados, presente una madera deformable, de peor calidad que otros robles, con troncos menos gruesos y más irregulares (resulta difícil encontrar piezas suficientemente rectas y con un tamaño adecuado para trabajos de carpintería), se ha usado sobre todo para traviesas de ferrocarril, vigas de edificaciones rurales o postes de teléfono, así como carpinterías de puertas y ventanas. Pero por su facilidad de retoñar de raíz es muy adecuado para su explotación en monte bajo, suministrando leña y carbón de excelente calidad.
Como en otros árboles de su género, la corteza posee gran cantidad de taninos, por lo que se emplea en el curtido de pieles, siendo preferida a la del carballo (Quercus robur) y otros robles.
Las bellotas les sirven al ganado para alimentarse en otoño e invierno, aunque son mejores las de otras especies de hoja perenne, sobre todo encina; y en primavera ramonean los brotes tiernos, tanto en el árbol como de los brotes de raíz, lo que ayuda a desbrozar el terreno y mantenerlo adehesado con excelentes pastizales.
Los melojares son un buen entorno donde practicar el senderismo, el excursionismo y la caza, la fortaleza de su sistema radical permite la formación y conservación de un suelo óptimo que regula el régimen hidrológico.

## Taxonomía
Quercus pyrenaica fue descrita por Carl Ludwig Willdenow y publicado en Species Plantarum. Editio quarta 4: 451. 1805.
Etimología
- Quercus: nombre genérico del latín que designaba igualmente al roble y a la encina.

- pyrenaica: epíteto geográfico que alude a su localización en los Pirineos. En algunos manuales se le denomina erróneamente roble pirenaico, castellanizando el binomen latino, pero el nombre específico pyrenaica es poco apropiado, ya que falta casi por completo en los Pirineos. Se debe a que se lo puso el botánico alemán Carl Ludwig von Willdenow (1765-1812)[1] basándose en unas muestras secas de herbario que le llegaron con una etiqueta que le atribuía esa procedencia. Prevalece sobre otro que fue mucho más usado, Quercus toza Bosc, pues así lo exigen las reglas de nomenclatura botánica.

Sinonimia
- Quercus aurin Bosc
- Quercus brossa Bosc
- Quercus camata Petz. & G.Kirchn.
- Quercus castellana Bosc ex Pers.
- Quercus cenomanensis Desf. ex Endl.
- Quercus cerris DC.
- Quercus humilis DC.
- Quercus lanuginosa subsp. palensis (Palassou) A.Camus
- Quercus palensis Palassou
- Quercus pubescens subsp. palensis (Palassou) O.Schwarz
- Quercus stolonifera Lapeyr.
- Quercus tauza Desf.
- Quercus tauzin Pers.
- Quercus tauzinii Bubani
- Quercus toza Gillet ex Bosc
- Quercus toza Bastard[7]

## Nombres comunes
- Castellano: abogalla, agallarones, agallones, barda, bardal, bellota, cajiga, cajigo, carrasco, carvalho negral, carvallo, carvallo negro, cerqueiro, cerquiño, chaparro, chaporro, corcabo, corco, cuerco, curco villano, gallaras, malojo, manoplas blancas, marojo, mata de robles, matorra, matorro, melojo, negral, quejigo, rachizo, reboll, rebolla, rebollar, rebollera, rebolleta, rebollo, rebollo gordo, rebolo, rebotsu, roble, roble borne, roble cepillo, roble común de Castilla, robleda, robleda doble, roble dulce, roble matorrizo, roble melojo, roble montaraz, roble negral, roble negro, roble que lleva las nueces de agallas, roble serrano, roble tocio, roble tocorno, roble tozo, roble turco, roble villano, robre, sapiego, talaya, tocio, tocío, tocorno, tozo, turco.[8]

## Bosques deQuercus pyrenaica
- Rebollar de Navalpotro
- Melojar de la Sierra de San Vicente
- Rebollar de Peñagolosa
- Bosque de la Herrería